# Glossata
Glossata (Fabricius, 1775) este un subordin al ordinului Lepidoptera care cuprinde toate subfamiliile de molii și de fluturi care au o proboscidă retractilă. 